# Astoria-Film
Die Astoria-Film war eine der führenden österreichischen Filmproduktionsgesellschaften während der kurzen Blütezeit des österreichischen Stummfilms zwischen 1918 und 1923. Als erste österreichische Filmproduktionsgesellschaft richtete die Astoria-Film eine eigene Trickfilmabteilung ein und trat mit einer kontinuierlichen Trickfilmproduktion hervor.

## Geschichte
Die Astoria-Film wurde im November 1918 von Regisseur Hans Otto Löwenstein, der als Direktor der Gesellschaft fungierte, und Leo Fuchs gegründet. Als künstlerischen Beirat engagierte man Ladislaus Tuszyński, damals bekannter Karikaturist und Zeichner und Pionier des österreichischen Trickfilms. Die Ateliers der Astoria-Film befanden sich zuerst in Brigittenau im Eckgrundstück zwischen Vorgarten- und Marchfeldstraße. Später übersiedelte das Atelier auf die Hohe Warte.
Im Februar 1920 wechselte die Geschäftsführung, und Robert Reich wurde neuer Direktor. Bereits im Juni selben Jahres wurde er durch Josef Janisch abgelöst, der Heinz Hanus als künstlerischen Leiter und Oberregisseur einstellte. Die Trickfilmabteilung leitete Ladislaus Tuszyński, Peter Eng wurde als Zeichner eingestellt.
Es wurden sowohl reine Zeichentrickfilme hergestellt, als auch Spielfilme, die reale Filmaufnahmen mit gezeichneten Elementen vermischten. So geschehen beispielsweise in Amaranta (1922) und Jagd nach dem Kopf (1922), beide unter der Regie von Tuszyński entstanden.
1923, im Zuge der europäischen Filmwirtschaftskrise, wurde die Astoria-Film aufgelöst und ging in der Filmwerke AG auf.

## Filmografie
Filmografie der Wiener Astoria-Film. Sofern bekannt, ist in Klammern der Regisseur angegeben. Die folgende Auflistung enthält sowohl Spiel- als auch Trickfilme, wobei unter den Trickfilmen nur solche gelistet werden, bei denen die Verwendung von Trickfilmelementen nachgewiesen ist. Unklare Fälle sind daher unter den Spielfilmen gelistet:
Spielfilme:
- 1918: Hundstage
- 1919: Todestreue
- 1919: Der Thronfolger
- 1920: Erde (Regie: Emmerich Hanus)
- 1920: Zwischen 12 und 1 (Regie: Heinz Hanus, L. Günther von Kronmyrth)[6]
- 1920: Unter der Knute des Schicksals (Regie: Heinz Hanus)
- 1921: Wie Satan starb (Regie: Heinz Hanus, Otto Rippert)[6]
- 1921: Glaube und Heimat (Regie: Emmerich Hanus)
- 1921: Wie werden wir unsere Weiber los
- 1921: Hotel Tartarus (Regie: Hans Otto Löwenstein)
- 1921: Die Bettlerin von Montmartre
- 1921: Der bucklige Geier
- 1922: William Ratcliff (Regie: Heinz Hanus)
- 1922: Homo sum (Regie: Heinz Hanus)
- 1922: Der Graf von Monte Christo (Regie: Hans Otto Löwenstein)
- 1923: Das verwechselte Pyama

Trickfilme oder Filme, die Trickfilmelemente einbeziehen:
- 1921: Zwerg Nase (Regie: Heinz Hanus, Ladislaus Tuszyński)
- 1921: Das Weib des Irren (Regie: Heinz Hanus, Ladislaus Tuszynski)[6]
- 1922: Gevatter Tod (Regie: Heinz Hanus; technische Mitarbeit: Ladislaus Tuszynski[7])
- 1922: Amaranta (Regie: Ladislaus Tuszynski)[8]
- 1922: Jagd nach dem Kopf (Regie: Ladislaus Tuszynski)[8]